# Tetiana Lazarenko
Tetiana Serhivna Lazarenko (en ucraniano: Тетяна Сергіївна Лазаренко; 18 de agosto de 2003) es una deportista ucraniana que compite en voleibol, en la modalidad de playa. Ganó una medalla de oro en el Campeonato Europeo de Vóley Playa de 2025, en el torneo femenino.

## Palmarés internacional
| Campeonato Europeo | Campeonato Europeo    | Campeonato Europeo | Campeonato Europeo |
| Año                | Lugar                 | Medalla            | Pareja             |
| ------------------ | --------------------- | ------------------ | ------------------ |
| 2025               | Düsseldorf (Alemania) | Medalla de oro     | Maryna Hladun      |